# Macchi M.19
Il Macchi M.19 fu un idrocorsa (idrovolante da competizione) monomotore biplano a scafo centrale, progettato e costruito dall'azienda italiana Aeronautica Macchi nel 1920.
Realizzato in esemplare unico, venne sviluppato per partecipare alla 4ª edizione della Coppa Schneider del 1920 ma riuscì ad essere ultimato solo per quella successiva del 1921.

## Storia del progetto
Dopo la 3ª edizione della Coppa Schneider, prova svolta nel 1919 sul circuito di Bournemouth, Regno Unito, la Federazione Aeronautica Internazionale introdusse una nuova regola dove imponeva per ogni concorrente un carico utile di 300 kg (660 lb). Per soddisfare questi requisiti l'Aeronautica Macchi, che aveva deciso di partecipare alla 4ª edizione che si sarebbe disputata l'anno successivo a Venezia, sul circuito del Lido, affidò al proprio ufficio tecnico il compito di elaborare un progetto adeguato, un disegno completamente nuovo esclusivamente finalizzato alla competizione e non basato su precedenti modelli. Il nuovo modello riproponeva l'impostazione classica degli idrovolanti dell'epoca, monomotore a scafo centrale con velatura biplana, ma a differenza dell'M.17 equipaggiato con un motore Isotta Fraschini V.6, un 6 cilindri a V raffreddato a liquido montato in configurazione spingente, l'impianto motore si basò su un più potente Fiat A.14, sempre con architettura a V ma a 12 cilindri, in grado di sviluppare una potenza pari a 600 CV (441 kW) posizionato su un castello tubolare al centro dell'ala superiore abbinato ad un'elica a quattro pale in configurazione traente.
Il Macchi M.19 effettuò il primo volo nell'agosto del 1920 dall'idroscalo della Schiranna, sul lago di Varese, sede del centro prove idrovolanti dell'azienda varesina, ai comandi del pilota collaudatore Arturo Zanetti.
I primi voli di prova rivelarono problemi gestione del volo, una reazione di coppia del potente motore, che richiese una riprogettazione della carena e del timone. Ciò, inoltre, comportò che l'M.19 mancò l'appuntamento del 1920 con la coppa Schneider.
L'anno successivo la regola del peso supplementare peso fu ribassata.
Nella gara del 1921, l'M.19 pilotato da Zanetti, gareggiò contro due Macchi M.7, un Savoia S.19 e, unico aeromobile straniero, un Nieuport-Delage. Dopo il primo giro della gara condotto in testa, l'M.19 si dovette ritirare al 12º giro con l'albero motore danneggiato.

### Riviste
- Marco Gueli, Gli idrovolanti da corsa della Macchi, in Storia Militare, n. 268, Parma, Edizioni Storia Militare, gennaio 2016, ISSN 1122-5289 (WC · ACNP).